# Marler Stern
Das als Marler Stern bezeichnete Einkaufszentrum in der Innenstadt von Marl in Nordrhein-Westfalen besitzt eine Verkaufsfläche von rund 58.000 m² und ist damit nicht nur das größte Einkaufszentrum der Region zwischen Essen und Münster, sondern auch eines der größten innerstädtischen Shoppingcenter in Nordrhein-Westfalen.

## Geschichte

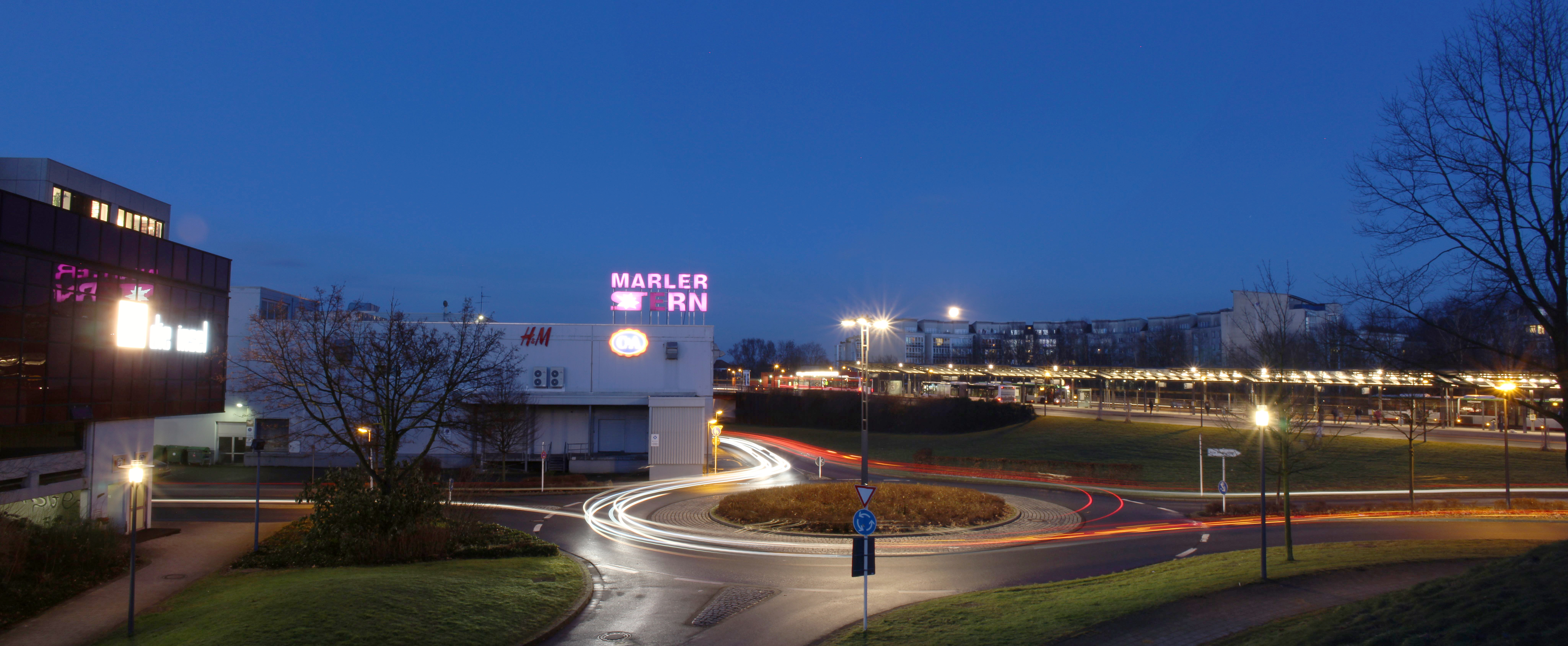
Südliches Ende des Marler Stern mit VHS die Insel, Bergstraße und ZOB

Der Marler Stern entstand zur Zeit, in der die Stadt durch die boomenden Branchen Chemie und Bergbau immer mehr Einwohner zählte und die durch mehrere Dörfer entstandene Stadt ein neues Stadtzentrum auf der Grünen Wiese brauchte. So entschied man sich, in den 1960er und 1970er Jahren einen Komplex aus Einkaufszentrum, Rathaus, Stadtpark und mehreren Wohnhochhäusern zu errichten.
Der Marler Stern bietet auf zwei Etagen Platz für ungefähr 130 Geschäfte. Das Einkaufszentrum beherbergt Bekleidungs-, Schuh- und Lebensmittelgeschäfte sowie Drogeriefachmärkte und Geschäfte zur Deckung des persönlichen Bedarfs sowie eine Reihe von unterschiedlichen Dienstleistern.
Der Marler Stern organisiert sich als Wohnungs- und Teileigentümergemeinschaft auf Grundlage des Wohnungseigentumsgesetz (WEG). In 2019 wurde mit erheblichen Investitionen einzelner Eigentümergesellschaften u. a. die Revitalisierung der ehem. KARSTADT-Fläche im Erdgeschoss und die Schaffung neuer ebenerdiger zusätzlicher Parkplätze erfolgreich umgesetzt. Parallel wurden die Außenfassaden des Centers in Richtung zum Rathaus erneuert. Im Innenbereich wurden die Geschäftsfassaden (Urban Style) im Obergeschoss ebenfalls erneuert und dem heutigen Stand der Technik angepasst. Seit 2020 entsteht hier das Fashion Outlet Center Marl und wird bei laufendem Betrieb – aufgeteilt in Bauabschnitte – zum größten Fashion Outlet im Ruhrgebiet ausgebaut.

## Architektur
Als architektonische Besonderheit bietet der Marler Stern anstelle eines sonst üblichen Glas- oder Betondaches eine Konstruktion mit Luftkissen. Insgesamt über drei einzelne, große Luftkissen überspannen den gesamten Verkaufsraum und bilden so das größte Luftkissendach des Kontinents. Es steht damit auch im Guinness-Buch der Rekorde.

## Lage und Verkehrsanbindung
Der Marler Stern ist seit seiner Erbauung Teil der neuen Marler Stadtmitte. Diese wurde als autofreie Zone konzipiert, weshalb das Einkaufszentrum keinen „direkten“ Zugang zu Autostraßen hat. Es liegt ungefähr in der geografischen Mitte der Stadt und wird umgeben vom Creiler Platz (samt Rathaus und Stadtpark), dem Wohnhochhaus Wohnen West, dem Riegelhaus (VHS die Insel), dem Forum (mit ZOB und Bahnhof) sowie dem in den 2000ern geschaffenen Erweiterungsanbau.
Per Bus, Taxi oder Zug ist der Marler Stern über den Busbahnhof beziehungsweise den S-Bahn-Haltepunkt Marl Mitte erreichbar, der nach dem Umbau über das Forum barrierefrei an den Eingang des Stern angegliedert wurde.
Mit dem Auto besteht die Möglichkeit über die Berg- oder die Hervester Straße das Einkaufszentrum zu erreichen. Es führen jeweils kleine Stichstraßen samt Unterführungen zu den Parkhäusern und Tiefgaragen. Erst seit dem Umbau der Bergstraße wird der Marler Stern auf einem kurzen Stück direkt von einer Autostraße umgeben.
In mittelbarer Nähe zum Einkaufszentrum verlaufen die Umgehungsstraßen der Innenstadt, ferner verlaufen im Stadtgebiet die B 225 sowie die A 43 (Münster – Wuppertal) und A 52 (Mönchengladbach – Marl). Diese können innerhalb von ca. fünf Fahrminuten erreicht werden.